# Supercoppa dei Paesi Bassi 1994
La Supercoppa dei Paesi Bassi 1994 è stata la quinta edizione della Johan Cruijff Schaal.
Si è svolta il 21 agosto 1994 allo Stadio Olimpico di Amsterdam tra l'Ajax, vincitore della Eredivisie 1993-1994, e il Feyenoord, vincitore della KNVB beker 1993-1994.
A conquistare il titolo è stato l'Ajax che ha vinto per 3-0 con reti di Jari Litmanen, Tarik Oulida e Patrick Kluivert.

## Partecipanti
| Squadre   | Qualificazione                       | Partecipazioni precedenti (il grassetto indica la vittoria) |
| --------- | ------------------------------------ | ----------------------------------------------------------- |
| Ajax      | Vincitore della Eredivisie 1993-1994 | 1 (1993)                                                    |
| Feyenoord | Vincitore della KNVB beker 1993-1994 | 3 (1991, 1992, 1993)                                        |

## Tabellino
| Arbitro: | Blankenstein |

|                                      |           |  |
| Litmanen 13’ Oulida 21’ Kluivert 25’ | Marcatori |  |

### Formazioni
| Ajax:          |  |                   |             |     |
|                |  |                   |             |     |
| P              |  | Edwin van der Sar |             |     |
| D              |  | Danny Blind       | Ammonizione |     |
| D              |  | Frank de Boer     |             | 67’ |
| D              |  | Michael Reiziger  | Ammonizione |     |
| D              |  | Sonny Silooy      |             |     |
| C              |  | Frank Rijkaard    | Ammonizione |     |
| C              |  | Tarik Oulida      |             |     |
| C              |  | Ronald de Boer    |             |     |
| C              |  | Jari Litmanen     |             |     |
| C              |  | Finidi George     |             |     |
| A              |  | Patrick Kluivert  |             |     |
| Sostituzioni:  |  |                   |             |     |
| A              |  | Peter van Vossen  |             | 67’ |
| Allenatore:    |  |                   |             |     |
| Louis van Gaal |  |                   |             |     |

| Feyenoord:         |  |                   |             |     |
|                    |  |                   |             |     |
| P                  |  | Ed de Goeij       |             |     |
| D                  |  | Peter Bosz        | Ammonizione |     |
| D                  |  | Henk Fräser       |             |     |
| D                  |  | Errol Refos       | Ammonizione |     |
| D                  |  | Ulrich van Gobbel |             |     |
| C                  |  | Dean Gorré        |             |     |
| C                  |  | Orlando Trustfull |             |     |
| C                  |  | Rob Witschge      |             |     |
| C                  |  | Regi Blinker      |             |     |
| A                  |  | Henrik Larsson    |             |     |
| A                  |  | Gaston Taument    |             | 72’ |
| Sostituzioni:      |  |                   |             |     |
| A                  |  | József Kiprich    |             | 72’ |
| Allenatore:        |  |                   |             |     |
| Willem van Hanegem |  |                   |             |     |